# Apóstolos Angelís
Apóstolos Angelís (Απόστολος Αγγελής; Giannina, 24 giugno 1993) è uno sciatore nordico greco attivo nel biathlon e nello sci di fondo.

## Biografia

### Stagioni 2010-2017
Apóstolos Angelís, originario di Anilio di Metsovo e attivo dalla stagione 2009-2010, ha esordito ai Campionati mondiali di sci nordico a Val di Fiemme 2013, dove si è classificato 106º nella 15 km e 108º nella sprint, e ai Giochi olimpici invernali a Soči 2014, gareggiando nello sci di fondo e piazzandosi 74º nella sprint. Ha esordito nella Coppa del Mondo di sci di fondo il 15 febbraio 2015 a Östersund in una 15 km (87º); nello stesso anno ai Mondiali di sci nordico di Falun 2015 è stato 38º nella sprint a squadre e ai Mondiali di biathlon di Kontiolahti 2015, suo esordio iridato nella specialità, si è classificato 116º nell'individuale e 98º nella sprint.
Ai Mondiali di biathlon di Oslo 2016 si è piazzato 79º nell'individuale e 94º nella sprint. Ha esordito nella Coppa del Mondo di biathlon il 5 gennaio 2017 a Oberhof in sprint (96º); nello stesso anno ai Mondiali di sci nordico di Lahti 2017 non si è qualificato per la finale della 15 km e ai Mondiali di biathlon di Hochfilzen 2017 è stato 92º nell'individuale e 101º nella sprint.

### Stagioni 2018-2025
Anche ai XXIII Giochi olimpici invernali di Pyeongchang 2018 ha gareggiato solo nello sci di fondo, classificandosi 77º nella 15 km e 71º nella sprint; l'anno dopo ai Mondiali di biathlon di Östersund 2019 si è piazzato 85º nell'individuale e 90º nella sprint, mentre a quelli di Anterselva 2020 nelle medesime specialità è stato rispettivamente 88º e 100º. Nel 2021 ha disputato sia i Mondiali di biathlon di Pokljuka (86º nell'individuale, 97º nella sprint) sia i Mondiali di sci nordico di Oberstdorf (77º nella 15 km, 31º nella sprint a squadre); l'anno dopo ai XXIV Giochi olimpici invernali di Pechino 2022, dopo esser stato portabandiera della Grecia durante la cerimonia di apertura assieme a María Ntánou, ha nuovamente gareggiato solo nello sci di fondo, classificandosi 59º nella 50 km e 83º nella sprint.

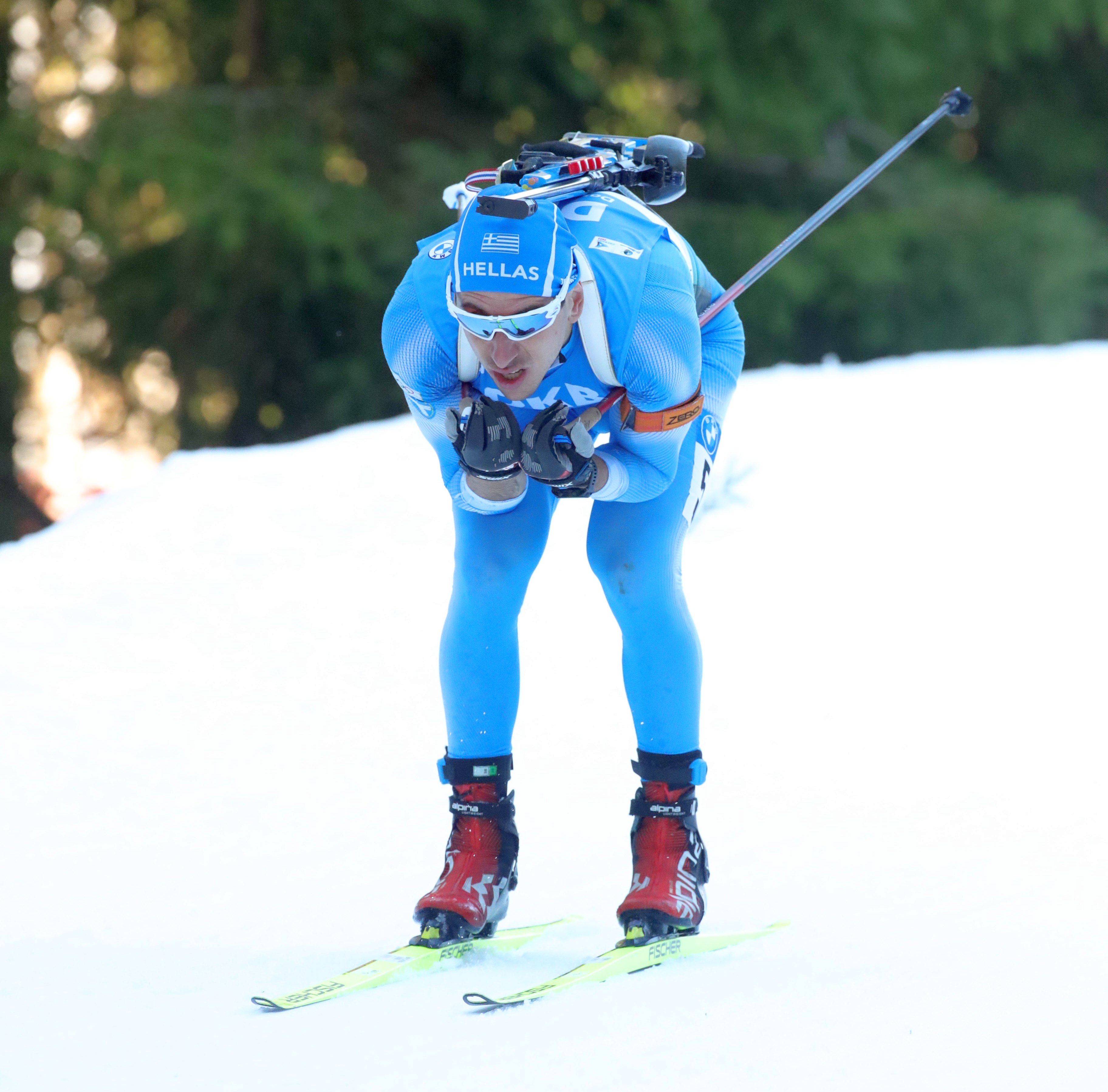
Apóstolos Angelís in gara ai Mondiali di biathlon di Oberhof 2023

Nel 2023 ai Mondiali di biathlon di Oberhof si è piazzato 99º nella sprint e non ha completato l'individuale e a quelli di sci nordico di Planica è stato 81º nella 15 km e 29º nella sprint a squadre; ai Mondiali di biathlon di Nové Město na Moravě 2024 si è classificato 85º nell'individuale, 97º nella sprint e 28º nella staffetta mista individuale. Nel 2025 ai Mondiali di biathlon di Lenzerheide è stato 79º nell'individuale e 88º nella sprint e a quelli di sci nordico di Trondheim si è classificato 118º nella 10 km, 116º nella sprint e 37º nella sprint a squadre.

## Palmarès

### Biathlon
- Miglior piazzamento in classifica generale: 148º nel 2019 e nel 2024